# Leptoiulus krueperi
Leptoiulus krueperi är en mångfotingart som beskrevs av Karl Wilhelm Verhoeff 1901. Leptoiulus krueperi ingår i släktet Leptoiulus och familjen kejsardubbelfotingar. Inga underarter finns listade i Catalogue of Life.